# Котельник, Андрей Николаевич
Андре́й Никола́евич Коте́льник (укр. Андрій Миколайович Котельник; 29 декабря 1977, Львов, Украина) — украинский боксёр-профессионал, выступавший в лёгкой весовой категории. Призёр Олимпийских игр 2000 года. Бывший чемпион мира в 1-й полусредней версия WBA, весовой категории. В Западной Европе более известен как Андреас Котельник.

## Профессиональная карьера

### 2000—2010
В октябре 2004 года Котельник спорным раздельным решением уступил в элиминаторе Сулейману Мбэю.
В июле 2005 года он проиграл по очкам Джуниору Уиттеру.
В марте 2007 года состоялся 2-й бой между Андреем Котельником и чемпионом мира в 1-м полусерднем весе по версии WBA Сулейманом Мбэем. По итогам 12-ти раундов судьи объявили ничью. Решение было очень спорным.

### Чемпионский бой с Гэвином Рисом (2008)
- Место проведения:  Интернэшнл Арена, Кардифф, Уэльс, Великобритания
- Результат: Победа Котельника техническим нокаутом в 12-м раунде в 12-раундовом бою
- Статус: Чемпионский бой за титул WBA в 1-м полусреднем весе (1-я защита Риса)
- Рефери: Луис Пабон
- Время: 2:34
- Вес: Котельник 63,50 кг; Рис 63,50 кг
- Трансляция: Setanta Sports
- Счёт неофициального судьи: Ричи Вудхолл (105—104 Котельник)

В марте 2008 года в Великобритании состоялся бой между Андреем Котельником и чемпионом мира в 1-м полусреднем весе по версии WBA британцем Гэвином Рисом. Британец к концу боя «вымахался» — в 12-м раунде он еле стоял на ногах. В конце 12-го раунда Котельник провел несколько хуков в голову противника. Рис начал клинчевать, после чего упал. Рефери не счёл это нокдауном. Котельник сразу же набросился на чемпиона. Он провёл правый хук в голову. Рефери, видя, что Рис не отбивается сразу же остановил бой. Котельник победил техническим нокаутом.

### Завершение карьеры (2014)
4 октября 2014 года на «Арене Львов» провёл прощальный бой против грузинского боксёра Александра Бенидзе, победив последнего единогласным решением судей со счётом (80-71, 80-71, 80-71).

## Награды
- Заслуженный работник физической культуры и спорта Украины (27 июня 2020) — За значительный личный вклад в государственное строительство, укрепление национальной безопасности, социально-экономическое, научно-техническое, культурно-образовательное развитие Украинского государства, весомые трудовые достижения, многолетний добросовестный труд[3]
- Орден «За заслуги» I степени (24 августа 2017) — за особый вклад в государственное строительство, социально-экономический, научно-технический, культурно-образовательный вклад Украины, весомые трудовые достижения и высокий профессионализм[4]
- Орден «За заслуги» II степени (21 апреля 2008) — за достижения выдающихся спортивных результатов, утверждение международного авторитета украинской школы бокса[5]
- Орден «За заслуги» III степени (6 октября 2000) — за достижения весомых спортивных результатов на XXVII летних Олимпийских Играх в Сиднее[6]